# Jacaraci
Jacaraci este un oraș în statul Bahia (BA) din Brazilia.